# Rasmus Mägi
Rasmus Mägi (Tartu, 4 maggio 1992) è un ostacolista estone.

## Palmarès
| Anno | Manifestazione    | Sede           | Evento      | Risultato  | Prestazione | Note                                     |
| ---- | ----------------- | -------------- | ----------- | ---------- | ----------- | ---------------------------------------- |
| 2009 | Mondiali allievi  | Bressanone     | 400 m hs    | Semifinale | 53"97       |                                          |
| 2010 | Mondiali juniores | Moncton        | 400 m hs    | Batteria   | 53"86       |                                          |
| 2011 | Europei indoor    | Parigi         | 400 m piani | Batteria   | 48"49       |                                          |
| 2011 | Europei juniores  | Tallinn        | 400 m hs    | 4º         | 50"63       |                                          |
| 2011 | Universiadi       | Shenzhen       | 400 m hs    | Semifinale | 50"14       |                                          |
| 2012 | Europei           | Helsinki       | 400 m hs    | 5º         | 50"01       |                                          |
| 2012 | Giochi olimpici   | Londra         | 400 m hs    | Batteria   | 50"05       |                                          |
| 2013 | Europei under 23  | Tampere        | 400 m hs    | Bronzo     | 49"19       | Record nazionale                         |
| 2013 | Mondiali          | Mosca          | 400 m hs    | Semifinale | 49"42       |                                          |
| 2014 | Europei           | Zurigo         | 400 m hs    | Argento    | 49"06       |                                          |
| 2015 | Mondiali          | Pechino        | 400 m hs    | Semifinale | 48"76       |                                          |
| 2016 | Europei           | Amsterdam      | 400 m hs    | Semifinale | 49"50       |                                          |
| 2016 | Giochi olimpici   | Rio de Janeiro | 400 m hs    | 6º         | 48"40       | Record nazionale                         |
| 2018 | Europei           | Berlino        | 400 m hs    | 6º         | 48"75       | Miglior prestazione personale stagionale |
| 2019 | Mondiali          | Doha           | 400 m hs    | Semifinale | 48"93       | Miglior prestazione personale stagionale |
| 2021 | Giochi olimpici   | Tokyo          | 400 m hs    | 7º         | 48"11       | Record nazionale                         |
| 2022 | Mondiali          | Eugene         | 400 m hs    | 8º         | 48"92       |                                          |
| 2023 | Mondiali          | Budapest       | 400 m hs    | 7º         | 48"33       |                                          |
| 2024 | Europei           | Roma           | 400 m hs    | 4º         | 48"13       | Miglior prestazione personale stagionale |
| 2024 | Giochi olimpici   | Parigi         | 400 m hs    | 7º         | 52"53       |                                          |